# Таласна поткапина
Таласна поткапина је удубљење у стрмој обали, у нивоу водене површине и настало је непосредним ударом таласа и одваљивањем комада стена. Како се овим процесом подсецају стене, комплекс који се налази изнад временом се обрувава, чиме се процес изградње поткапине стално обнавља, а обалска линија повлачи на рачун мора.